# سان فيتو رومانو
سان فيتو رومانو (بالإيطالية: San Vito Romano) هي بلدية في مدينة روما في منطقة لاتسيو الإيطالية، وتقع على بعد حوالي 40 كم شرق روما.

## الجغرافيا

### الموقع
تقع المدينة على جبال مونتي برينيستيني، بالقرب من مونتي جوادانيولو. يقع البحر التيراني على بعد حوالي 75 كم. أول مدينة ساحلية هي نيتونو، ثم أنزيو.
يقع المركز الحضري على ارتفاع 655 مترًا، بينما تصل أعلى نقطة في البلدية إلى ارتفاع 720 مترًا.

### المناخ
الشتاء بارد ورطب وضبابي. بلغ ارتفاع تساقط الثلوج عام 2012 حوالي 130 سم. الصيف بارد نسبيًا.

## التاريخ
في حين أن التفاصيل المتعلقة بأصول المدينة لا تزال غير مؤكدة، فإن أول ذكر للبلدية يظهر في سجل سوبلاسينس لعام 1085، حيث توجد بين الأراضي التي تبرع بها لورد باليانو لدير سوبياكو. ظلت سان فيتو في حيازة الدير حتى عام 1180 عندما أصبحت ملكًا لعائلة كولونا التي وسعت القلعة.
في عام 1575، بعد فترة وجيزة من إمتلاكها من قبل عائلة ماسيمو، انتقلت إلى عائلة ثيودولي، وهي عائلة نبيلة تنتمي إلى الطبقة الأرستقراطية الرومانية في الأصل من فورلي وما زالوا أصحاب القلعة حتى اليوم. كان جيرولامو ثيودولي، هو الذي اشترى الإقطاعية مقابل 20 ألف سكودو روماني.
احتلها الفرنسيون خلال الفترة النابليونية، وتبعت االدولة البابوية حتى عام 1870، عندما تم ضمها نهائيًا إلى مملكة إيطاليا.
بمرسوم ملكي بتاريخ 16 مايو 1872، غيرت سان فيتو اسمها إلى سان فيتو رومانو.

## اشخاص
- فرانشيسكو روكا - لاعب كرة قدم